# Grand Erg Occidental

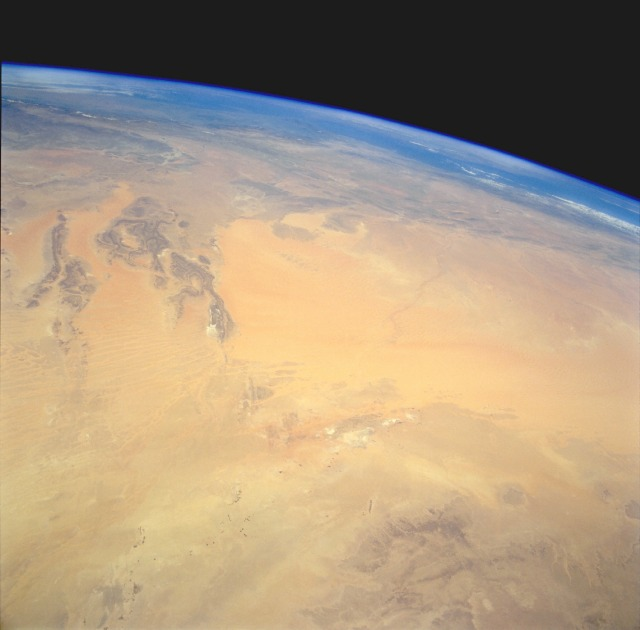
Grand Erg Occidental, sedd från rymden.

Grand Erg Occidental (Stora västra sandhavet) är norra Algeriets näst största erg, efter Grand Erg Oriental. I denna ökenregion faller mindre än 250 mm regn per år. Den har inga mänskliga bosättningar och här finns inga vägar